# Noordsingel (Rotterdam)

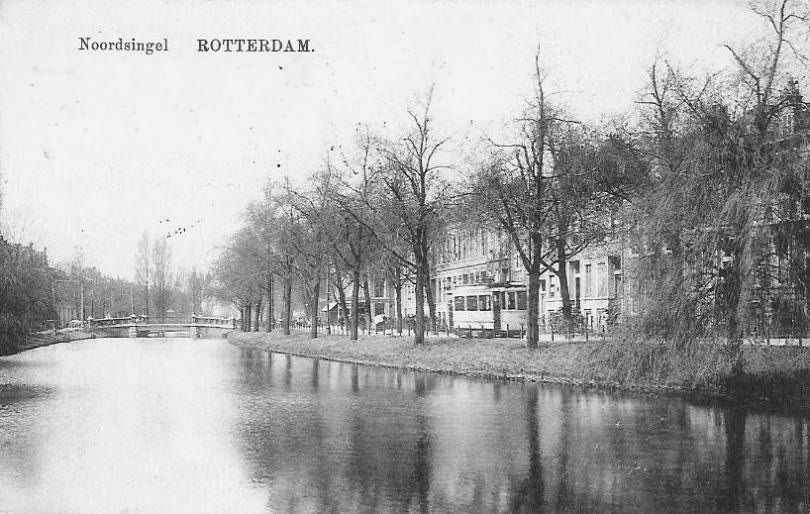
Noordsingel in Rotterdam rond 1915

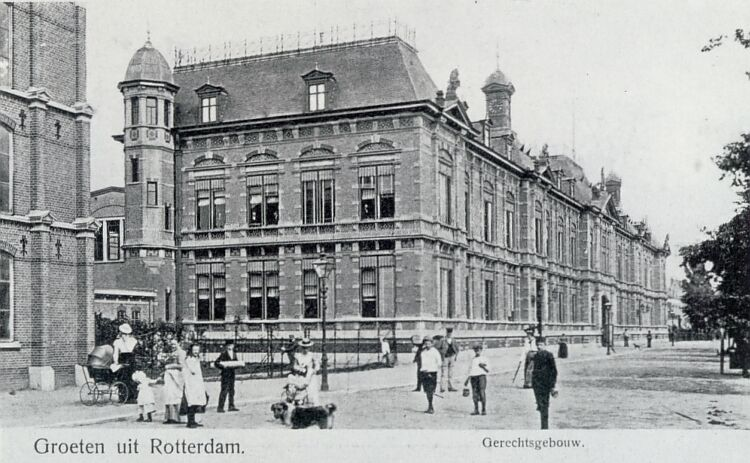
Gerechtsgebouw Noordsingel rond 1902

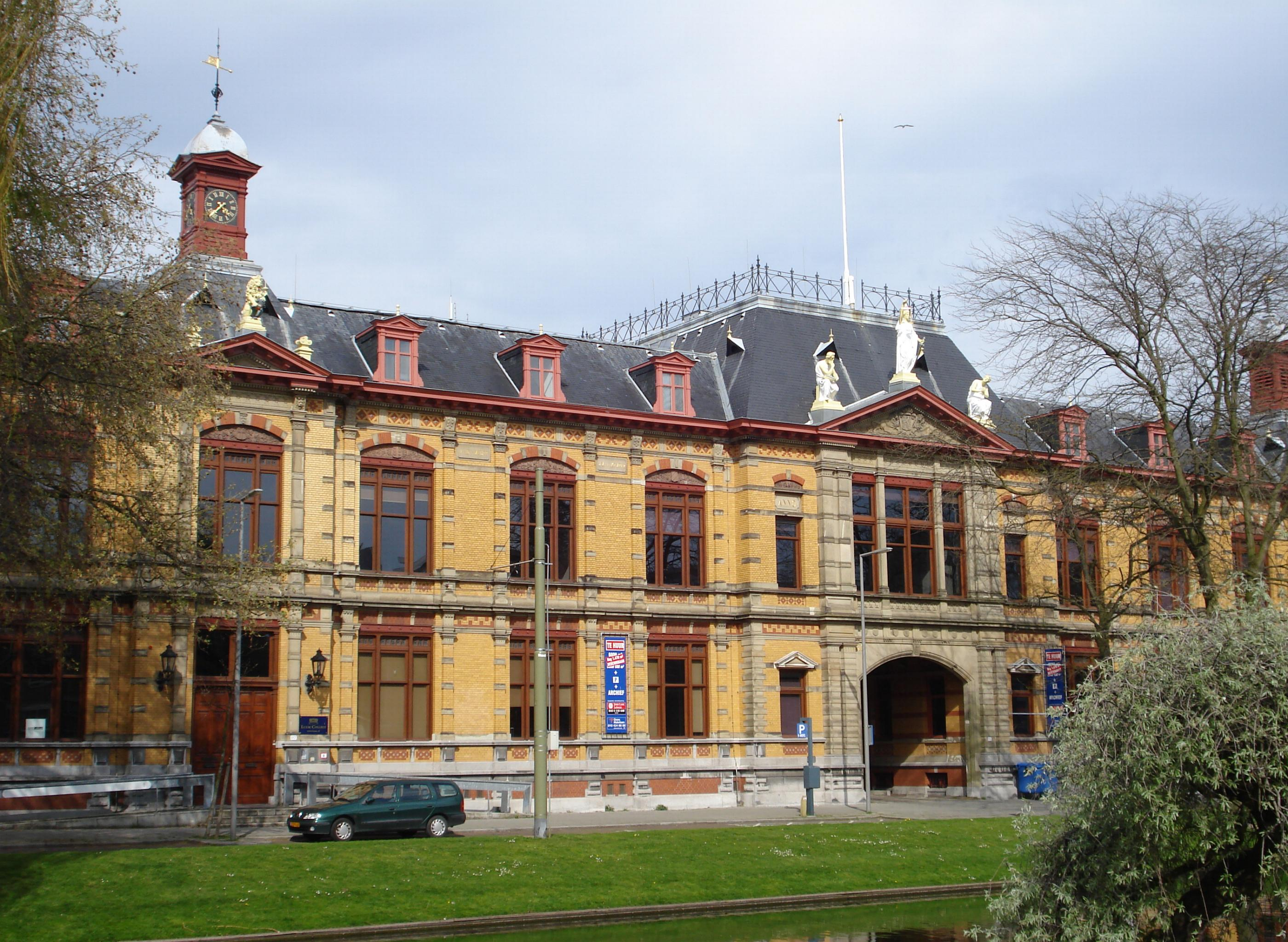
Gerechtsgebouw Noordsingel anno 2007

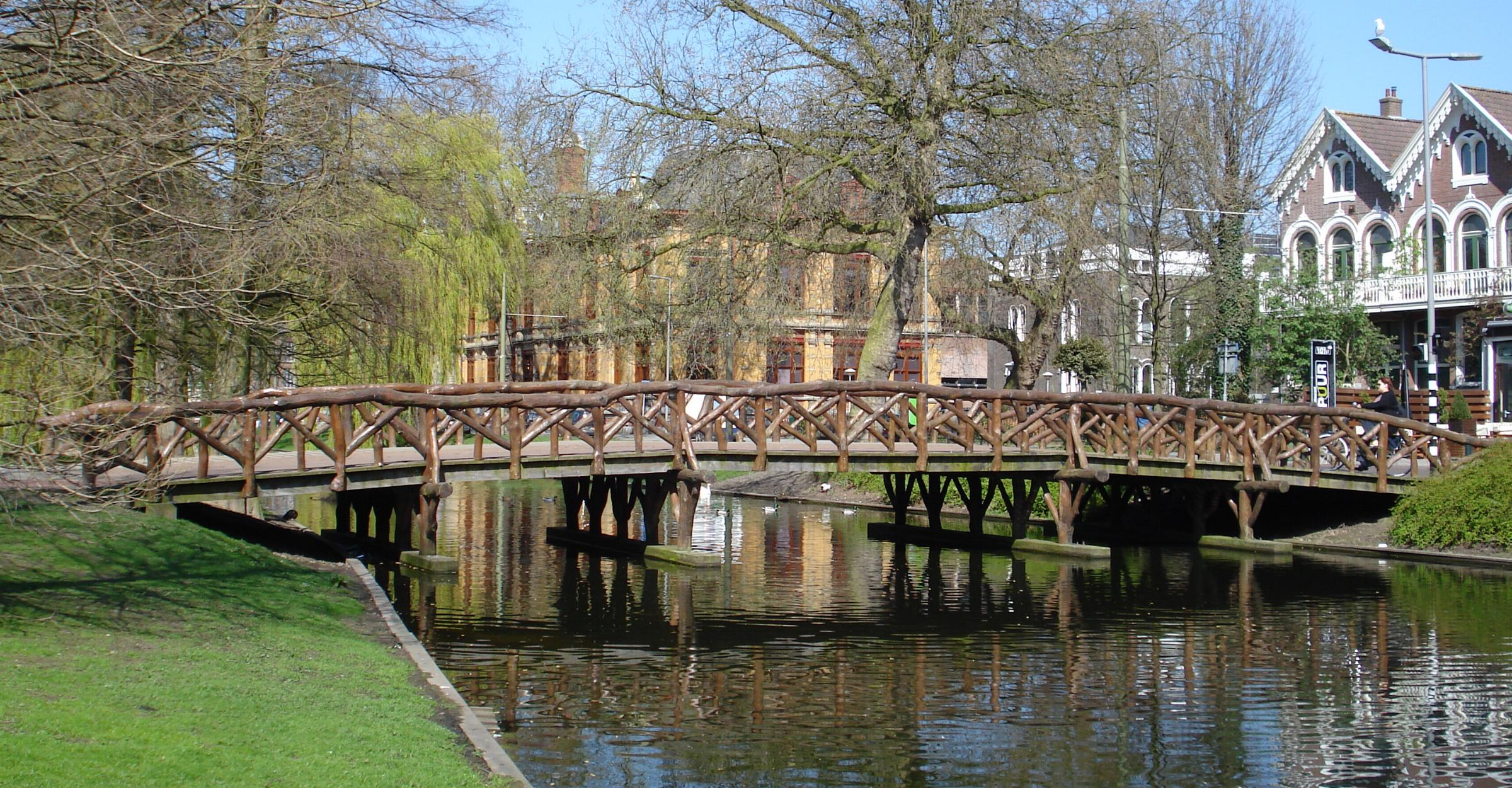
Noordsingel anno 2009

De Noordsingel is een bekende oude singel in Rotterdam op de grens van het Oude Noorden en de Agniesebuurt. De Noordsingel loopt van het Noordplein tot de Bergweg.

## Geschiedenis
De Noordsingel werd aangelegd als onderdeel van het Waterproject van W.N. Rose. De landschapsarchitecten Jan David Zocher en zijn zoon Louis Paul Zocher maakten in 1854 een ontwerp voor de aankleding van de singel. In 1862 was de aanleg gereed, maar tot 1870 mocht de Noordsingel niet bebouwd worden vanwege het windrecht van de watermolen van de Blommersdijkse polder. In 1872 werd de gevangenis aan de Noordsingel gebouwd. De oostkant van de Noordsingel werd in de jaren 70 van de 19e eeuw bebouwd, de westkant in de jaren 80.
Sinds 1898 staat hier het gerechtsgebouw van architect Willem Metzelaar, ter vervanging van het Paleis van Justitie aan het oude Haagsche Veer. Daarachter ligt de Strafgevangenis, die dateert van 1872. Het complex is inmiddels verkocht en zal worden herontwikkeld. De projectontwikkelaar is voornemens onder meer een park, kantoorruimte en appartementen te realiseren.
Op 16 juli 1941 wist de bemanning een neerstortende Britse bommenwerper zo te manoeuvreren dat het niet op de huizen terechtkwam, maar in de Noordsingel. Daarbij werd het Gerechtsgebouw zwaar beschadigd. Een groep bewoners van de singel heeft hier in 1946 een gedenkteken opgericht.

## Anno 2012
De Noordsingel vormt samen met de Bergsingel "een groene long" in het dichtbebouwde Oude Noorden. De oude bebouwing is grotendeels bewaard gebleven. Afgezien van het tramverkeer (Tramlijn 4) is de Noordsingel een rustige straat met enige interieur- en antiekwinkels en horecagelegenheden.
In 2013 en 2014 was het Erasmus University College gehuisvest in het gerechtsgebouw, voordat deze opleiding van de Erasmus Universiteit haar intrek nam in de voormalige Gemeentebibliotheek aan de Nieuwemarkt.

## Anno 2016
Nadat het Erasmus University College vertrokken is uit het pand, is de Noordsingel bewoond door verschillende bedrijven.